# Ninox affinis
La lechuza gavilana de Andamán o el nínox de Andamán (Ninox affinis) es una especie de ave estrigiforme de la familia Strigidae.

## Distribución
Es endémico de las selvas de las islas Andamán y Nicobar, pertenecientes a la India.

## Estado de conservación
Está amenazada por la pérdida de hábitat.

## Subespecies
Se reconocen las siguientes:
- N. a. affinis Beavan, 1867 - islas Andamán
- N. a. isolata Baker, ECS, 1926 - Car Nicobar
- N. a. rexpimenti Abdulali, 1979 - Gran Nicobar